# ریکاردو کالیمانی
ریکاردو کالیمانی (ایتالیایی: Riccardo Calimani؛ زادهٔ ۱۹۴۶) جستار، تاریخ‌نگار اهل ایتالیا است.
او سالها مدیر برنامه‌های تلویزیونی RAI در شهر ونیز بود.